# Port Charles
Port Charles – amerykańska opera mydlana, emitowana na kanale ABC od 1 czerwca 1997 do 3 października 2003. Był to spin-off popularnej w USA opery mydlanej Szpital miejski (General Hospital), która jest emitowana od 1963, a jej akcja rozgrywa się w fikcyjnym miasteczku Port Charles w stanie Nowy Jork.
W pierwszych latach emitowania (1997–2001) zdobył reputację przez koncentrowanie się na szkolnym programie medycznym, a akcja rozgrywała się znacznie częściej w szpitalu w Port Charles. Kiedy serial ewoluował (2001–2003) skoncentrowano się na historiach z gotycką intrygą, które zawierały takie tematy jak zakazana miłość, wampiry i życie po śmierci. Porzucono również klasyczny, ciągły styl pisania na rzecz trzynastu tygodniowych części, które były opisywane jako "księgi". Ten typ opowiadania historii jest znany z hiszpańskich telenowel. Pozwolił też aktorom, scenarzystom i reżyserom na skrócenie czasu pracy nad serialem do sześciu miesięcy.
Port Charles nigdy nie osiągnął dobrych wyników oglądalności i zwykle w tabelach pozostawał na słabym, dziesiątym miejscu. Po zdjęciu z anteny opery mydlanej Inny świat (Another World) w 1999 awansował na dziewiąte miejsce, ale spadł na dziesiąte kilka miesięcy przed zdjęciem z anteny.
Po występie w Port Charles postaci Scott Baldwin i Audrey Hardy powróciły do Szpitala miejskiego, jednak wielu aktorów przeniosło się do innych oper mydlanych lub tak jak aktorka Kelly Monaco zadebiutowało w Szpitalu miejskim w zupełnie nowych rolach.
Serial emitowany był w Polsce pod oryginalnym tytułem w latach 1998–1999 na kanale Wizja Jeden.

## 13 "ksiąg"
- Port Charles: Fate (12/04/00 – 03/02/01)
- Port Charles: Time In A Bottle (03/05/01 – 06/01/01)
- Port Charles: Tainted Love (06/04/01 – 08/31/01)
- Port Charles: Tempted (09/03/01 – 11/30/01)
- Port Charles: Miracles Happen (12/03/01 – 12/31/01)
- Port Charles: Secrets (01/02/02 – 03/29/02)
- Port Charles: Superstition (04/01/02 – 06/28/02)
- Port Charles: Torn (07/01/02 – 09/27/02)
- Port Charles: Naked Eyes (09/30/02 – 12/27/02) – powtórki od maja 2007 na kanale SOAPnet
- Port Charles: Surrender (12/30/02 – 04/01/03)
- Port Charles: Desire (04/02/03 – 07/04/03)
- Port Charles: The Gift (07/07/03 – 10/03/03)

## Obsada
| Aktor                                 | Rola                                                                | Lata                                |
| ------------------------------------- | ------------------------------------------------------------------- | ----------------------------------- |
| Susan Brown                           | Gail Baldwin                                                        | 1997-1999; 2003                     |
| Peter Hansen                          | Lee Baldwin                                                         | 1997-2003                           |
| Lynn Herring                          | Lucy Coe                                                            | 1997-2003                           |
| Jon Lindstrom                         | Kevin Collins                                                       | 1997-2003                           |
| Kin Shriner                           | Scott Baldwin                                                       | 1997-2000, 2001                     |
| Rachel Ames                           | Audrey Hardy                                                        | 1997-2000                           |
| Jay Pickett                           | Frank Scanlon                                                       | 1997-2003                           |
| Nolan North                           | Chris Ramsey                                                        | 1997-2003                           |
| Nicholas Pryor                        | Victor Collins                                                      | 1997-2003                           |
| Julie Pinson                          | Eve Lambert Collins Thornhart                                       | 1997-2002                           |
| Lisa Ann Hadley                       | Julie Morris-Devlin Ramsey                                          | 1997-2000, 2001                     |
| Mitch Longley                         | Matt Harmon                                                         | 1997-2000                           |
| Jennifer Hammon Marie Wilson          | Karen Wexler (#2) Karen Wexler (#3)                                 | 1997-1999 1999-2003                 |
| Patricia Crowley                      | Mary Scanlon Collins                                                | 1997-2003                           |
| Michael Dietz David Gail Alex Mendoza | Joe Scanlon (#1) Joe Scanlon(#2) Joe Scanlon (#3)                   | 1997-1999 1999-2000 2000-2001, 2002 |
| Debbi Morgan Marie-Alise Recasner     | Ellen Morgan Burgess (#1) Ellen Morgan Burgess (#2)                 | 1997-1998 1998-1999                 |
| Renee Griffin                         | Danielle Ashley                                                     | 1997-1998                           |
| Carly Schroeder                       | Serena Baldwin                                                      | 1997-2001                           |
| Sarah Aldrich                         | Courtney Kanelos                                                    | 1998-2000                           |
| Kelly Monaco                          | Olivia "Livvie" Locke Morley Tess Ramsey                            | 1999-2003 2002-2003                 |
| Kimberlin Brown                       | Rachel Locke                                                        | 1999-2000, 2001                     |
| Kiko Ellsworth                        | Jamal Woods                                                         | 2000-2003                           |
| Erin Hershey Presley                  | Alison Barrington Kovich                                            | 2000-2003                           |
| Thorsten Kaye                         | Ian Thornhart                                                       | 2000-2003                           |
| Ion Overman                           | Gabriela Garza                                                      | 2000-2002                           |
| Brian Presley                         | Jack Ramsey                                                         | 2000-2003                           |
| Michael Easton                        | Caleb Morley Michael Morley Stephen Clay                            | 2001, 2002-2003 2001 2002-2003      |
| Brian Gaskill                         | Rafe Kovich                                                         | 2001-2003                           |
| Jed Allan                             | Ed Grant                                                            | 2001-2003                           |
| Eddie Matos                           | Ricardo "Ricky" Garza                                               | 2001-2003                           |
| Joy Bisco                             | Casey Leong Marissa Leong                                           | 2002, 2003 2002-2003                |
| Rebecca Staab                         | Elizabeth Barrington                                                | 2002-2003                           |
| Ian Buchanan                          | Joshua Temple                                                       | 2002-2003                           |
| Shannon Sturges                       | Kate Reynolds                                                       | 2002-2003                           |
| George Alvarez Eddie Velez            | Det. Alexander 'Alex' Garcia (#1) Det. Alexander 'Alex' Garcia (#2) | 1997-1999 1999-2001                 |
| Vanessa Branch                        | Mary Margaret 'Paige' Barrington Smith Rebecca 'Becca' Barrington   | 2002 1999-2001                      |
| Opal Anchel                           | Arianna Shapour Thornhart                                           | 2001                                |